# 600-talet (decennium)

## Händelser
- 605–610: Mellersta delen av Stora kanalen i Kina byggs.
- Tibet enas under Namri Songtsen.
- Fokas tillträder som östromersk kejsare.
- Anglosaxarna besegrar britterna vid Degsastein.
- Sabinianus väljs till påve.
- Bonifatius III väljs till påve.
- Bonifatius IV väljs till påve.
- Pantheon blir kristen kyrka.

## Födda
- Sigibert II, frankisk kung.
- Dagobert I, frankisk kung.

## Avlidna
- Reccared, visigotisk kung
- Gregorius I, påve sedan 590.
- Augustinus, förste ärkebiskopen av Canterbury, helgon.
- Sabinianus, påve 604-606
- Bonifatius III, påve 607